# Squatinella leydigii
Squatinella leydigii is een raderdiertjessoort uit de familie Lepadellidae. De wetenschappelijke naam van deze soort is voor het eerst geldig gepubliceerd in 1886 door Zacharias.